# 조제, 호랑이 그리고 물고기들 (2003년 영화)
《조제, 호랑이 그리고 물고기들》(일본어: ジョゼと虎と魚たち) 2003년 공개된 일본의 실사 영화이다. 이누도 잇신이 감독으로, 다나베 세이코의 단편 소설 《조제와 호랑이와 물고기들》을 원작으로 한다. 쓰마부키 사토시와 이케와키 지즈루, 에구치 노리코 등이 출연한다. 음악과 주제가는 록 밴드 쿠루리가 담당했으며, 제27회 몬트리올영화제, 제39회 시카고영화제, 제16회 도쿄 국제 영화제에 정식 출품됐다.
대한민국에는 2004년 10월 29일에 개봉했다. 전국 5개 극장에서 개봉해, 약 5만 3천 명의 관객을 동원했다. 1년 뒤인 2005년과 2006년 10월 29일에는 1주년, 2주년을 기념하여 재개봉하기도 했고, 2005년에는 감독 이누도 잇신과 여주인공 이케와키 치즈루가 대한민국을 방문하기도 했다.

## 줄거리
츠네오(쓰마부키 사토시)는 마작가게에서 아르바이트하는 대학생이다. 최근 근처에 나타나는 할머니가 화제가 됐는데, 항상 유모차를 끌고다니는 할머니였다. 츠네오는 어느 날 유모차에 탄 소녀를 만나게 되는데, 그것이 조제(이케와키 지즈루)와의 만남이었다.

## 출연진
- 츠네오 - 츠마부키 사토시
- 조제(쿠미코) -  이케와키 치즈루
- 카나에 - 우에노 주리
- 코지 - 아라이 히로후미
- 노리코 - 에구치 노리코
- 조제의 할머니 - 신야 에이코
- 마작가게 손님 - 사부, 오쿠라 고지
- 가네이 하루키 - 후지와라 가즈히로
- 서점 직원 - 아라카와 요시요시
- 이웃 중년남자 - 모리시타 요시유키

## 한국판 성우진(KBS) (2012년 4월 20일)
- 소연 - 조제(이케와키 치즈루)
- 유동균 - 츠네오(츠마부키 사토시)
- 임수아 - 조제의 할머니(신야 에이코)
- 차명화 - 마작가게 손님(안누 마리) / 어린 코지(니시모토 켄타로우) / 내비게이션 음성
- 서윤석 - 마작가게 사장(타이 카게야마) / 중년 남성(모리시타 요시유키)
- 사성웅 - 코지(아라이 히로후미) / 마작가게 손님(나시다 샤로나)
- 임진응 - 마작가게 손님(오쿠라 코지)
- 권연희 - 노리코(에구치 노리코) / 여자 아이(사라사 모리모토)
- 방우호 - 츠데오의 동생(후지사와 다이고)
- 윤승희 - 카나에(우에노 주리) / 어린 조제(칸노 리오) / 여자 아이(야마자키요 우코)
- 주재규 - 마작가게 손님(타나카 히로유키) / 서점 직원(아리카와 요시요시) / 사회 봉사원(이타오 이츠지)

## 수상 및 후보
- 제77회 키네마 준보
  - 일본영화 베스트10 제4위
  - 최우수 남우주연상
- 제26회 요코하마 영화제 일본영화 베스트10 제5위
- 제47회 아사히 베스트10 영화제 제5위
- 제46회 블루리본상 일본영화 베스트10
- 제54회 예술권장영화부문 문부과학대신 신인상 - 이누도 잇신
- 제29회 호치 영화상 최우수 남우주연상
- 제18회 다카사키 영화제 최우수 감독상, 최우수 남우주연상, 최우수 여우주연상

## 사운드트랙
| #  | 제목                             | 재생 시간 |
| -- | -------------------------------- | --------- |
| 1. | 〈조제의 테마〉 (ジョゼのテーマ) |           |
| 2. | 〈유모차〉                       |           |
| 3. | 〈이별〉                         |           |
| 4. | 〈사강〉                         |           |
| 5. | 〈조청빛 방〉                    |           |
| 6. | 〈드라이브〉                     |           |
| 7. | 〈조제의 테마 2〉                |           |
| 8. | 〈츠네오와 조제〉                |           |
| 9. | 〈하이웨이〉                     |           |